# Agalliopsis tenella
Agalliopsis tenella är en insektsart som beskrevs av Henry Fairfield Osborn och Ball 1898. Agalliopsis tenella ingår i släktet Agalliopsis och familjen dvärgstritar. Inga underarter finns listade i Catalogue of Life.